# Rockingham
Rockingham é uma cidade localizada no estado norte-americano de Carolina do Norte, no Condado de Richmond.

## Demografia
Segundo o censo norte-americano de 2000, a sua população era de 9672 habitantes.
Em 2006, foi estimada uma população de 9171, um decréscimo de 501 (-5.2%).

## Geografia
De acordo com o United States Census Bureau tem uma área de
19,0 km², dos quais 18,9 km² cobertos por terra e 0,1 km² cobertos por água. Rockingham localiza-se a aproximadamente 87 m acima do nível do mar.

## Localidades na vizinhança
O diagrama seguinte representa as localidades num raio de 24 km ao redor de Rockingham.